# Eugen Büchner
|  | Dieser Artikel wurde aufgrund von formalen oder inhaltlichen Mängeln in der Qualitätssicherung Biologie zur Verbesserung eingetragen. Dies geschieht, um die Qualität der Biologie-Artikel auf ein akzeptables Niveau zu bringen. Bitte hilf mit, diesen Artikel zu verbessern! Artikel, die nicht signifikant verbessert werden, können gegebenenfalls gelöscht werden. Lies dazu auch die näheren Informationen in den Mindestanforderungen an Biologie-Artikel. |

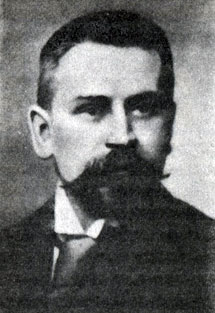
Eugen Büchner

Eugen Büchner russisch Евгений Александрович Бихнер (* 20. Märzjul. / 1. April 1861greg. in Sankt Petersburg; † 1913 ebenda) war ein deutsch-russischer Zoologe.
Der spätere Zoologe Büchner wurde in St. Petersburg geboren besuchte die dortige Reformierte Schule. Im Anschluss studierte er von 1879 bis 1883 an der Universität Sankt Petersburg. Ab 1883 war er an der Akademie der Wissenschaften als Stipendiat des Zoologischen Museums tätig. Seine Schrift Die Vögel des St. Petersburger Gouvernements wurde mit einem Preis der Sankt Petersburger Gesellschaft der Naturforscher ausgezeichnet.

## Wissenschaftliche Tätigkeit
Büchner beschrieb zahlreiche neue Arten:
- Przewalski-Gazelle (Procapra przewalskii)
- Przewalski-Lemming (Eolagurus przewalskii)
- Przewalski-Rennratte (Brachiones przewalskii)
- Qinghai-Wühlmaus (Lasiopodomys fuscus)
- Chinesische Wasserwühlmaus (Microtus limnophilus)
- Schilfwühlmaus (Microtus fortis)
- Chinesische Birkenmaus (Sicista concolor)
- Alashan-Ziesel (Spermophilus alashanicus)
- Rotohr-Pfeifhase (Ochotona erythrotis)
- Koslow-Pfeifhase (Ochotona koslowi)

## Werke (Auswahl)
- Zur Kenntniss der rothen Murmelthiere Central-Asiens. Buchdruckerei der Kaiserlichen Akademie der Wissenschaften, St. Petersbourg 1892 (archive.org).
- Die Vogel des St. Petersburger Gouvernements. In: Beiträge zur Kenntniss des Russischen Reiches und der angrenzenden Länder Asiens (= Journal für Ornithologie. 33. Jahrgang, vierte Folge, Band 13). 3. Folge, Band 2. Buchdruckerei der Kaiserlichen Akademie der Wissenschaften, St. Petersburg 1886, S. 196–210, doi:10.1007/BF02029101 (Textarchiv – Internet Archive – Der Akademie vorgelegt am 26. November 1885, Auszug aus dem Russischen von Carl Deditius).
- Zur Geschichte der Kaukasischen Ture (Capra caucasica Güld. und Capra cylindricornis Blyth). In: Mémoires de l’Académie de St.-Petersbourg. 1887 (daten.digitale-sammlungen.de).
- Über das Fehlen des Eichhörnchens im Kaukasus. In: Bulletin de l’Académie impériale des sciences de St.-Pétersbourg. 1890, S. 125–132 (biodiversitylibrary.org).
- Die Säugethiere der Ganssu-Expedition (1884–1887). Buchdruckerei der Kaiserlichen Akademie der Wissenschaften, St. Petersburg 1890 (archive.org).
- Ueber eine neue Sminthus-Art aus China. St. Petersburg, 1892.